# キクちゃんとオオカミ
『キクちゃんとオオカミ』（きくちゃんとおおかみ）は、野坂昭如の「戦争童話 〜年老いた雌狼と女の子の話」を原作としたアニメ。戦争童話集シリーズ第7作。2008年8月15日にテレビ朝日系で放送された。

## スタッフ
- 原作 - 野坂昭如
- 画 - 黒田征太郎（戦争童話集　NHK出版）
- 企画 - 杉山登（テレビ朝日）、加藤良雄
- 脚本・総監督 - やすみ哲夫
- 監督 - 平井峰太郎
- キャラクターデザイン - 関修一
- 作画監督 - 大武正枝、山崎タケル
- 美術監督 - 西田稔、田崎万里子
- 撮影監督 - 箭内光一
- 編集 - 三宅圭貴
- 音響監督 - 大熊昭
- 音楽 - 相良まさえ
- 効果 - 武藤晶子（サウンドボックス）
- プロデューサー - 今川朋美（テレビ朝日）、山田俊秀
- 制作 - テレビ朝日、シンエイ動画

## キャスト
- キクちゃん - 川澄綾子
- お母さん - 島本須美
- 広太郎 - 吉田小南美
- ヨッちゃん - くまいもとこ
- 吉田のジィ - 岩田安生
- 吉田のジィの妻 - 佐藤しのぶ
- 橋本さん - 菅原淳一
- オオカミ - 野沢雅子
- 父親 - 楠見尚己
- 母親 - 華木ミヤ
- 子供 - 坂戸こまつな、吉田小百合
- 男性 - 布目貞夫
- 指揮官 - 趙正達
- 中国兵 - 程波、曹理
- ナレーション - さとうあい